# غريغ بيرس (لاعب دوري الرغبي)
غريغ بيرس (بالإنجليزية: Greg Pierce)‏ هو لاعب دوري الرغبي أسترالي، ولد في 4 مارس 1950 في سيدني في أستراليا، وتوفي في 24 يونيو 2016 في سنترال كوست في أستراليا.